# Mietvilla Wilhelm-Busch-Straße 8 (Radebeul)
Die Mietvilla Wilhelm-Busch-Straße 8 liegt im Stadtteil Kötzschenbroda der sächsischen Stadt Radebeul.

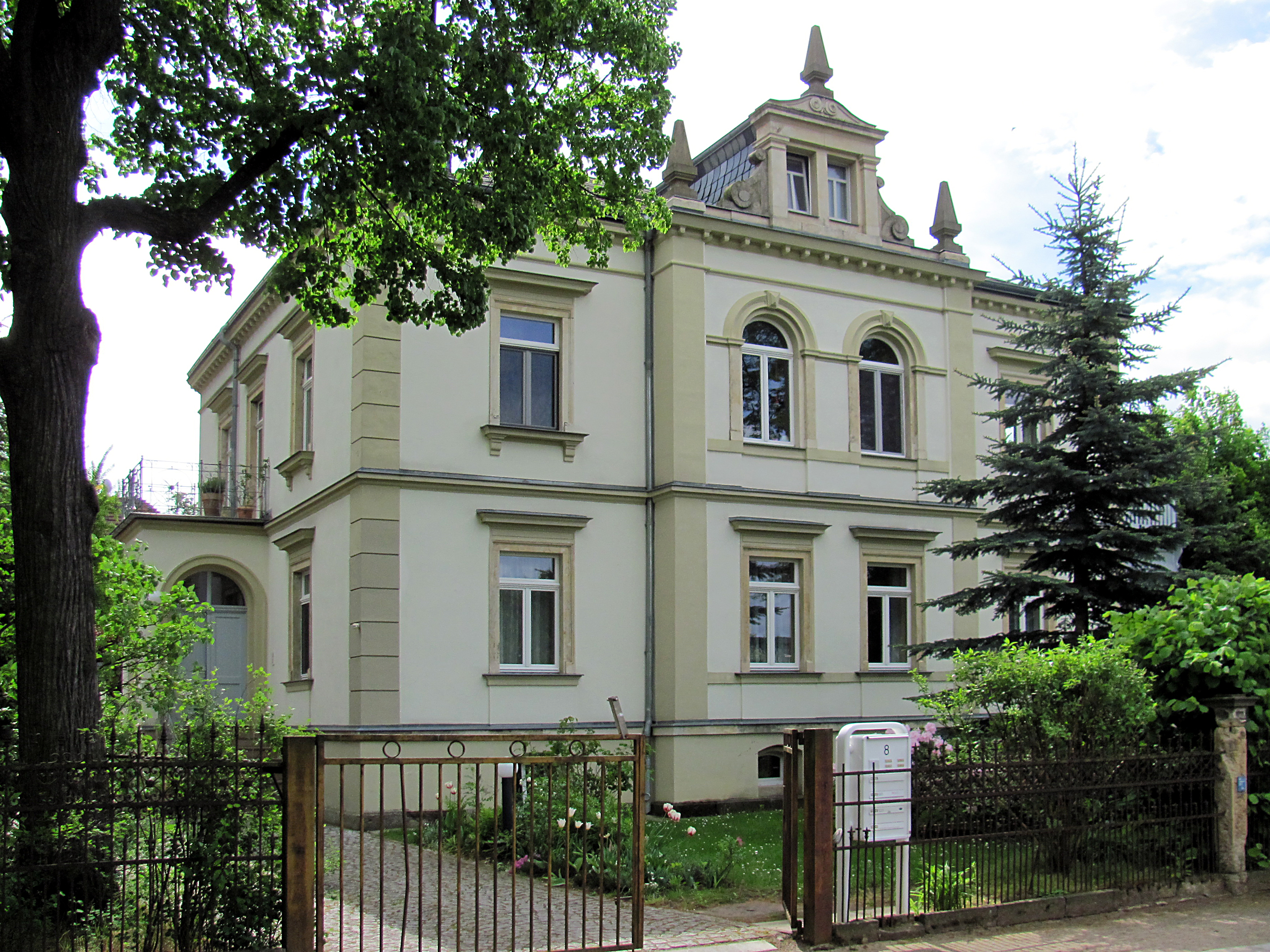
Wilhelm-Busch-Straße 8

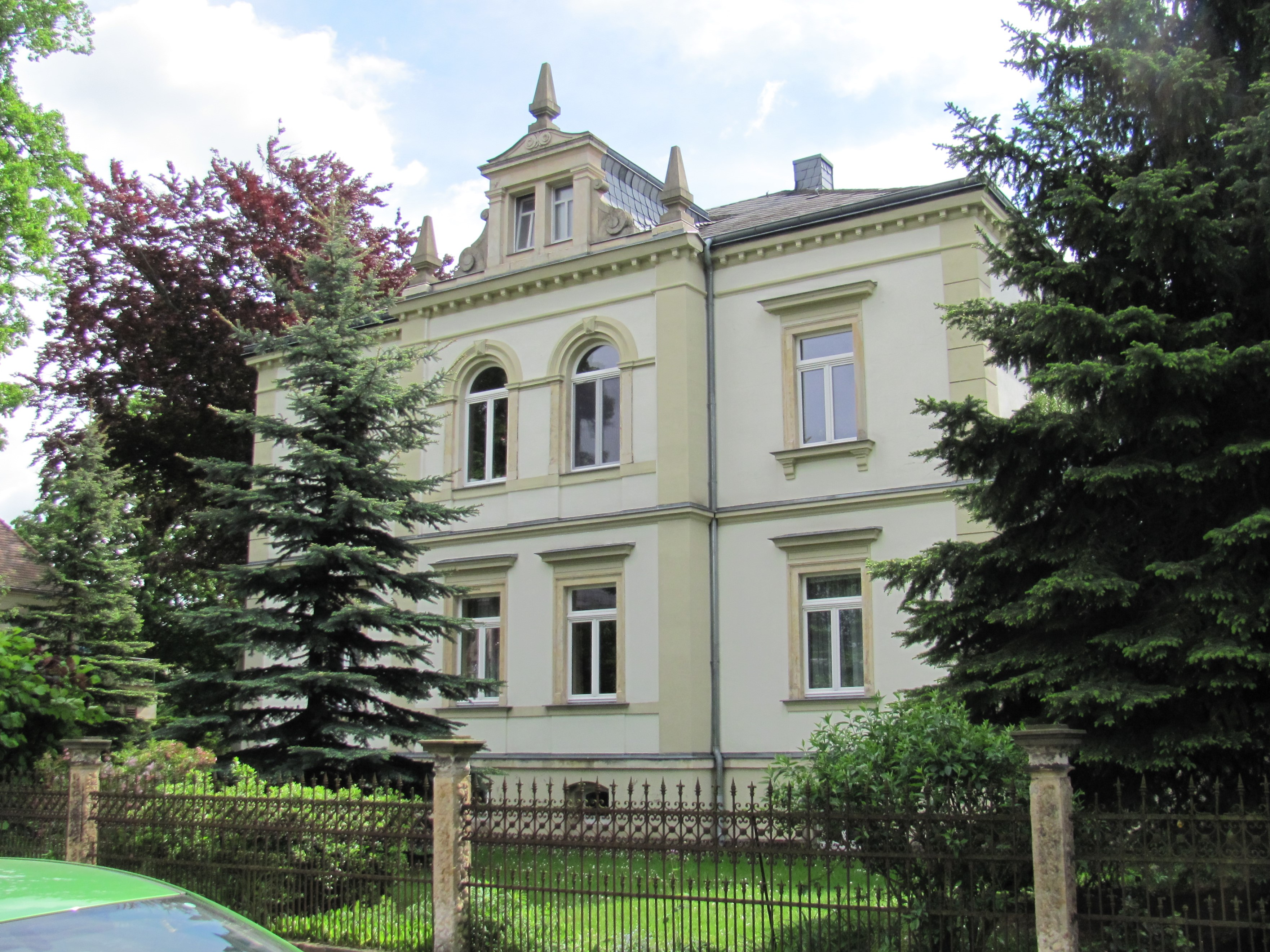
Wilhelm-Busch-Straße 8

Da das Wohnhaus „weitestgehend original erhalten“ ist, wird es als „baugeschichtlich bedeutend“ eingestuft.

## Beschreibung
Die mitsamt Einfriedung denkmalgeschützte Mietvilla ist eine „gestalterisch anspruchsvolle historisierende Villa des ausgehenden 19. Jahrhunderts“. Die zweigeschossige Mietvilla steht auf einem aus der Erde ragenden Kellergeschoss mit schmalen Fenster. Obenauf sitzt ein flaches Walmdach.
Die Straßenansicht des vierachsigen Wohnhauses ist streng symmetrisch aufgebaut, mit einem zweiachsigen Mittelrisalit, der im verschieferten Dach durch einen Volutengiebel mit Obelisken flankiert und bekrönt wird. In der linken, nach Norden zeigenden Seitenansicht befindet sich oberhalb einer Freitreppe der Eingangsvorbau mit einer Rundbogentür sowie einem Austritt obenauf, vor der nach Süden gehenden Ansicht steht eine verglaste Holzveranda mit Altan.
Der leicht reduzierte Putzbau weist erneuerte gefugte Ecklisenen sowie eine Gesimsgliederung auf. Ursprünglich gab es im Erdgeschoss eine Putzquaderung und im Risalit Stuckdekor. Die Fenster sitzen in gegliederten Sandsteineinfassungen mit geraden Verdachungen, im Obergeschoss des Mittelrisalits befinden sich Rundbogenfenster.
Die Einfriedung besteht aus gusseisernen Lanzettzaunfeldern zwischen bossierten Sandsteinpfeilern mit gestuften Abdeckungen.
Der rückwärtige Garten mit altem Baumbestand grenzt an die Rückseite der ebenfalls denkmalgeschützten Villa Sanssouci (Käthe-Kollwitz-Straße 6) sowie deren Nachbargrundstücke Villa Käthe-Kollwitz-Straße 4 und Villa Greif (Käthe-Kollwitz-Straße 8).

## Geschichte

Um 1900: Zwischen den beiden Villen im Vordergrund links (Käthe-Kollwitz-Straße 4 und 6) sieht man auf die Rückseite hiesiger Mietvilla

Der Architekt und Baumeister Adolf Neumann beantragte im Januar 1890 den Bau eines Wohnhauses auf eigenem Grundstück und nach eigenem Entwurf. Die Ausführung erfolgte durch seine in der Parallelstraße unter der Adresse Wilhelm-Busch-Straße 11 sitzende Bauunternehmung ab dem 8. Februar selbigen Jahres. Im Oktober 1890 erging seine Bitte um Baurevision, um das Gebäude bei der Brandkassenversicherung anmelden zu können.
Im Jahr 1899 bewohnte als Besitzer der Generalleutnant z. D. Leopold von Dallmer die damalige Karolastraße 8.